# Pixel 7a
Pixel 7a（ピクセル・セブン・エー）は、米Google社が2023年5月11日にGoogleI/Oで発表し、当日に発売したスマートフォンである。

## スペック

### ハードウェア
外装色
|  | Charcoal |
|  | Snow     |
|  | Sea      |
|  | Coral    |
素材
カバーガラスにはGorilla Glass 3が使用されている。フレームとカメラバーは同じ金属製のデザインである。IP67の防水規格を備えている。
ディスプレイ
HDRに対応、リフレッシュレートは90Hz(可変式)の6.1インチFHD+(1080×2400)有機ELディスプレイを搭載している。
ディスプレイのアスペクト比は20:9で、上部には前面カメラ用の円形カットアウトがある。
サイズ
高さは152 mm、幅は72.9 mm、厚さは9.0 mmで、重量は193.5 gである。
バッテリー
容量は4385mAhである。
メモリとストレージ
データ保存可能な容量（ストレージ）は128GB、また一時的にデータを保存しておく為の容量（メモリ）は8GBである。
メディアとオーディオ
ステレオスピーカーを搭載し、1つは下端に、もう1つは受話口を兼ねている。
プロセッサ
SoCはPixel 7Pro、Pixel 7、Pixel Fold、Pixel Tabletと同じGoogle Tensor G2を搭載している。また、セキュリティプロセッサとしてTitan M2™ を搭載している。
カメラ
3つのカメラを搭載している。
背面カメラ
6400万画素 Octa PD Quad Bayer 広角カメラ
ピクセル幅 0.8 μm、絞り値はƒ/1.89、画角は80°、センサーサイズは1/1.73インチで、超解像ズームは最大で8倍となっている。
4K(30、60fps)や1080p(30、60fps)の動画撮影が可能。
1300万画素 ウルトラワイド カメラ
ピクセル幅は1.12 μm、絞り値はƒ/2.2、画角は120°の超広角、レンズ補正デュアルやピクセル位相差検出式オートフォーカスに対応している。
4K(30fps)や1080p(30fps)での動画撮影が可能。
前面カメラ
1300万画素 カメラ
ピクセル幅 1.12 μm、絞り値 ƒ/2.2で固定フォーカスに対応、画角 95°の超広角である。
充電
下部のUSB-Cポートで最大18Wの急速充電が可能である。なおこのUSB-C 3.2 Gen 2ポートは他の機器との接続も可能。
また最大5WのQi充電に対応している。

### ソフトウェア
OS
Android 13を標準搭載。
セキュリティ
最低5年間のGoogle Pixelセキュリティアップデートに対応。Google One VPNが無料で利用できる。
認証
ディスプレイ内蔵指紋認証センサーによる指紋認証やaシリーズ初の搭載となる顔認証、パターン、PIN、パスワードでの認証が可能。